# Paronychia kapela
Paronychia kapela är en nejlikväxtart. Paronychia kapela ingår i släktet prasselörter, och familjen nejlikväxter.

## Underarter
Arten delas in i följande underarter:
- P. k. baetica
- P. k. galloprovincialis
- P. k. kapela
- P. k. pseudoaretioides
- P. k. serpyllifolia

## Bildgalleri

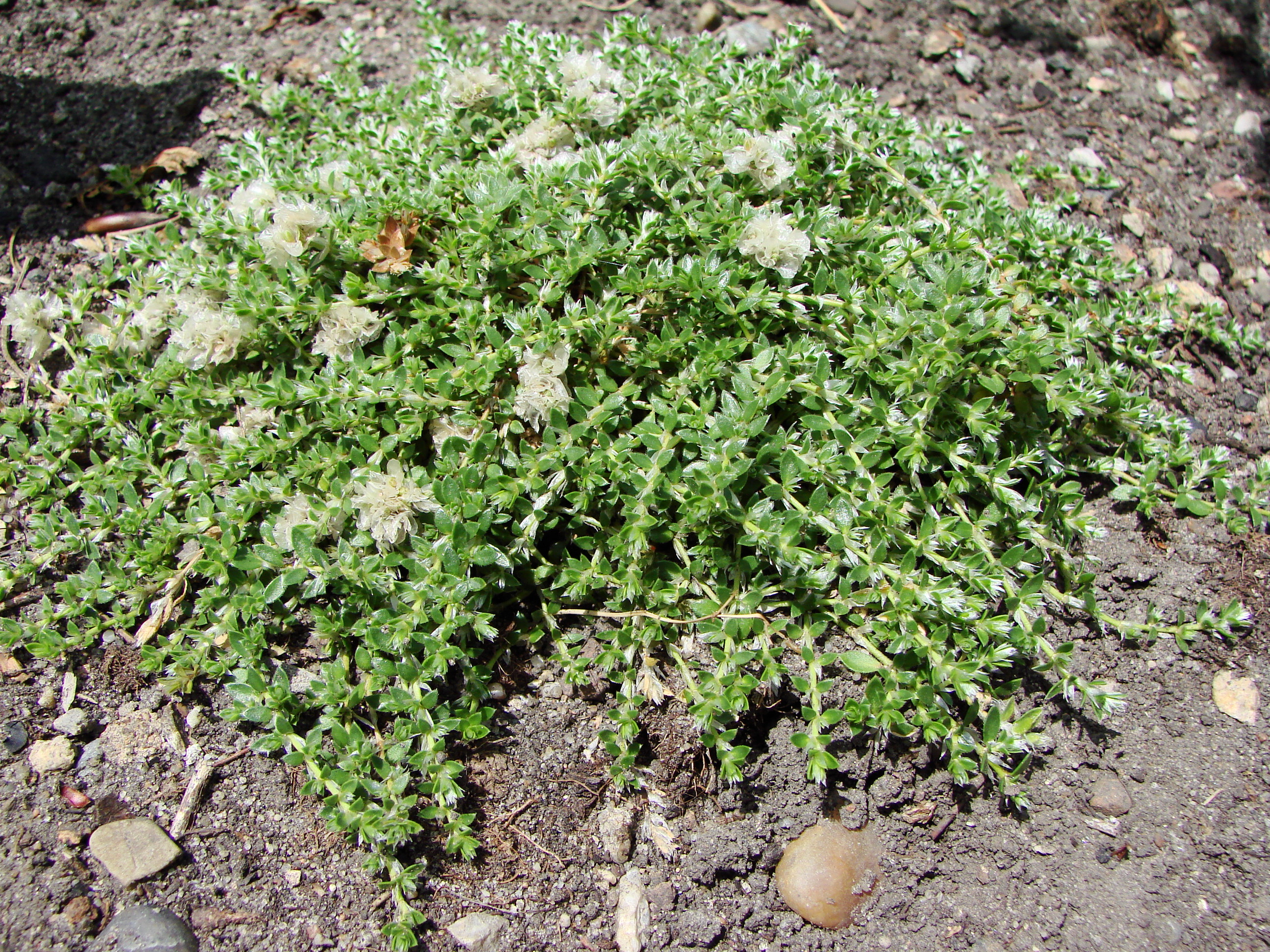
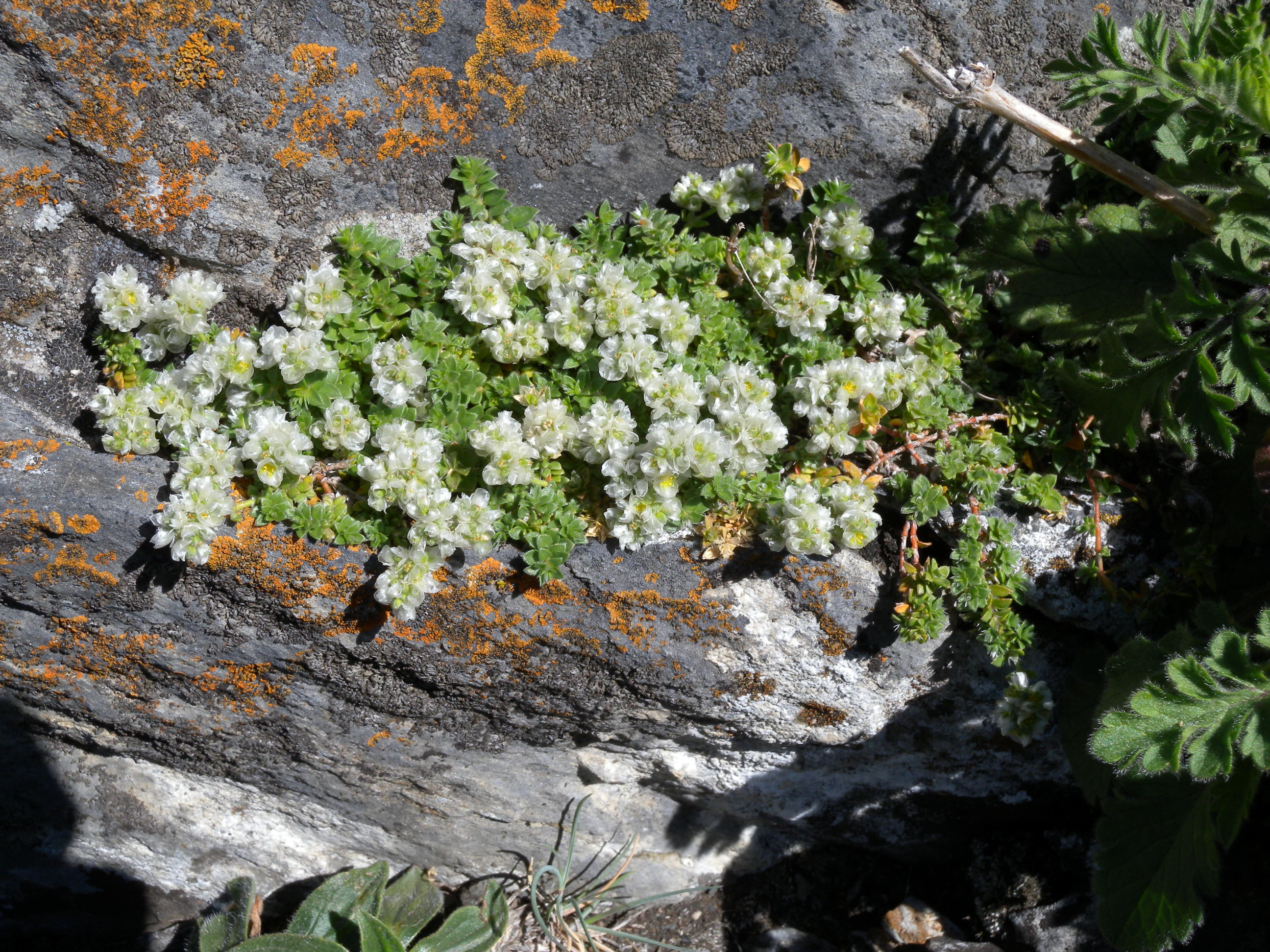
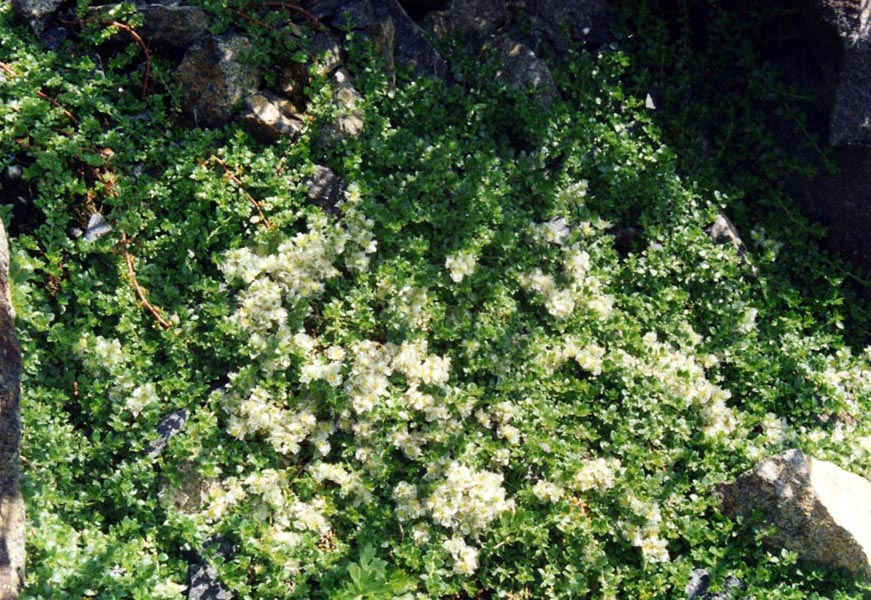
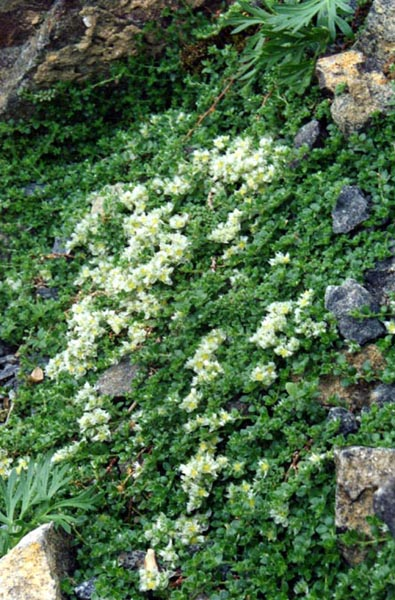
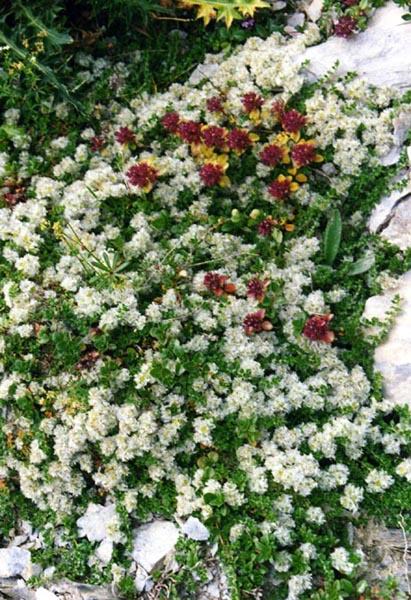
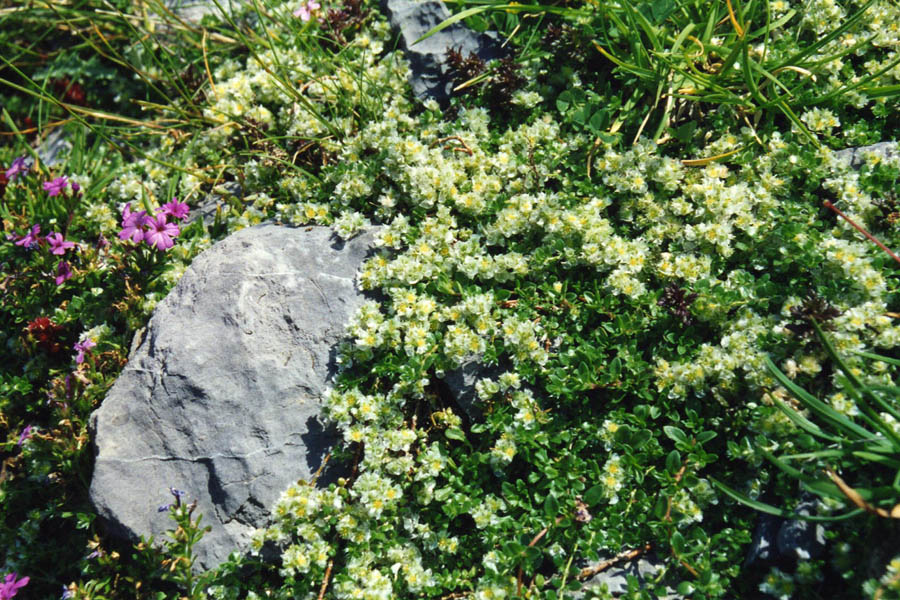